# Diaris de la Gran Guerra
Diaris de la Gran Guerra (originalment en alemany, 14 – Tagebücher des Ersten Weltkriegs) és una sèrie de drama documental coproduïda internacionalment el 2014 sobre la Primera Guerra Mundial. Barreja escenes interpretades, imatges d'arxiu i animació. Tots els episodis van ser dirigits per Jan Peter, que va crear la sèrie juntament amb Yury Winterberg. La sèrie es basa en una idea de Gunnar Dedio, productor de la productora cinematogràfica LOOKSfilm, i d'Ulrike Dotzer, cap del departament d'ARTE de Norddeutscher Rundfunk. S'ha subtitulat al català.

## Sinopsi
Els episodis de la sèrie expliquen la història de la Primera Guerra Mundial, no des de la mirada política i militar; però sí des de la perspectiva dels soldats, mestresses de casa, treballadors de fàbriques, infermeres i infants. En total, hi ha 14 personatges principals. Les escenes significatives de les seves vides es reprodueixen i s'entrellacen per tal de recollir els sentiments i els estats d'ànim de la gent.

## Episodis
| Núm. | Títol           | Direcció  | Guió                                     | Data d'emissió original |
| ---- | --------------- | --------- | ---------------------------------------- | ----------------------- |
| 1    | «L'abisme»      | Jan Peter | Jan Peter, Yury Winterberg               | 29 d'abril de 2014      |
| 2    | «L'atac»        | Jan Peter | Jan Peter                                | 29 d'abril de 2014      |
| 3    | «La ferida»     | Jan Peter | Jan Peter, Yury Winterberg               | 6 de maig de 2014       |
| 4    | «L'anhel»       | Jan Peter | Jan Peter, Yury Winterberg               | 6 de maig de 2014       |
| 5    | «L'aniquilació» | Jan Peter | Jan Peter, Yury Winterberg, Stephan Falk | 6 de maig de 2014       |
| 6    | «La llar»       | Jan Peter | Yury Winterberg, Jan Peter               | 13 de maig de 2014      |
| 7    | «L'alçament»    | Jan Peter | Jan Peter, Florian Huber                 | 13 de maig de 2014      |
| 8    | «La decisió»    | Jan Peter | Jan Peter                                | 13 de maig de 2014      |